# Station Klein-Eiland
Station Brussel-Klein-Eiland is een voormalig goederenstation langs spoorlijn 96A ten zuiden van Brussel-Zuid aan de Tweestationsstraat in de Brusselse gemeente Anderlecht.
In het kader van het Gewestelijk ExpresNet heeft het Brussels Hoofdstedelijk Gewest gevraagd een nieuw GEN-station met de naam 'Klein-Eiland' te bouwen langs spoorlijn 28 ter hoogte van de Tweestationsstraat. Er zijn echter geen concrete plannen om dit effectief uit te voeren. Volgens enkele studies zou een station op deze relatief geïsoleerde locatie een laag reizigerspotentieel hebben.
Anderlecht · 
Arcaden · 
Bockstael · 
Boondaal · 
Bordet · 
Bosvoorde · 
Brussel-Centraal · 
Brussel-Congres · 
Brussel-Groendreef · 
Brussel-Kapellekerk · 
Brussel-Luxemburg · 
Brussel-Noord · 
Brussel-Schuman · 
Brussel-West · 
Brussel-Zuid · 
Delta · 
Diesdelle · 
Etterbeek · 
Evere · 
Ganshoren · 
Haren · 
Haren-Zuid · 
Jette · 
Josaphat · 
Koninklijk Station · 
Koninklijke Sint-Mariastraat · 
Kuregem · 
Laken · 
Leuvensesteenweg · 
Meiser · 
Merode · 
Moensberg · 
Mouterij · 
Paleisstraat · 
Rogierstraat · 
Schaarbeek · 
Schaarbeek-Josaphat · 
Simonis · 
Sint-Agatha-Berchem · 
Sint-Job · 
Thurn en Taxis · 
Thurn en Taxis (Goederen) · 
Ukkel-Kalevoet · 
Ukkel-Stalle · 
Vorst-Oost · 
Vorst-Zuid · 
Watermaal · 
Wetstraat · 
Zoniënwoud